# Juan Antonio Ipiña
Juan Antonio Ipiña Iza (Ortuella, Vizcaya, España, 23 de agosto de 1912 - Bilbao, Vizcaya, España, 7 de septiembre de 1974) fue un futbolista español. Jugó de centrocampista, destacando principalmente su paso por el Real Madrid. Posteriormente, fue entrenador de grandes equipos como Real Madrid o Athletic Club.

## Biografía
Ipiña nació en Ortuella, hijo de minero, era el sexto de siete hermanos. A los catorce años compaginaba la práctica del fútbol, el atletismo y la pelota vasca, con su trabajo en las oficinas de la compañía minera franco-belga. A los diecisiete años ingresó en el Abanto Club, para pasar luego por el Unión Sport de San Vicente (Baracaldo) y el S.D. Erandio Club, donde pudo alzarse con el Campeonato de España para aficionados,  la temporada 1932-1933, al derrotar al Sevilla en Montjuic. 
En 1933 ingresó en el Donostia —denominación republicana de la Real Sociedad de San Sebastián—, con cuyo cuadro dirimió treinta y seis partidos de Liga en dos temporadas, alineándose no de interior, como hasta entonces, sino en la posición de mediocentro, vacante entre los blanquiazules al haber marchado Marculeta al Athletic de Bilbao. Fue fichado por el Atlético de Madrid para la temporada 1935-1936. Las deudas de esa entidad determinaron su traspaso y el de Luis Marín al Real Madrid, con el que no pudo debutar en la Liga hasta 1939, a causa de la Guerra Civil. Ipiña se incorporó al Regimiento de Artillería de San Sebastián. Luego Burgos y más tarde Guadalajara donde le pilló el final de la contienda. Cuando iba a comenzar la temporada 1939-40 el Madrid tenía en sus filas gente de la categoría de Mardones, Souto, Quincoces, Lecue, Leoncito e Ipiña pero todos en baja forma.  Permaneció diez campañas entre los merengues, ostentando la capitanía desde el campeonato 1940-1941. 
Medalla al Mérito Deportivo,  permaneció ligado al fútbol como entrenador para después convertirse en delegado de fútbol en el Real Madrid y después en el Athletic de Bilbao, cargo este último creado a su medida.

## Trayectoria
- 1932-33 Erandio
- 1933-35 Real Sociedad
- 1935-36 Atlético de Madrid
- 1936-49 Real Madrid

## Palmarés
- 2 Copas de España con el Real Madrid en los años 1946 y 1947.
- 1 Copas Eva Duarte con el Real Madrid en 1946.

## Internacionalidades
- 6 veces internacional con la Selección española de fútbol.[4]
- Debutó con España en Madrid el 19 de enero de 1936 contra Austria.

## Trayectoria como entrenador
- 1950–1952 	Real Valladolid
- 1952–1953 	Real Madrid
- 1958–1959 	Sevilla FC
- 1961-1962 	Athletic Bilbao